# یوجین جکسون
یوجین جکسون (انگلیسی: Eugene Jackson؛ ۲۵ دسامبر ۱۹۱۶ – ۲۶ اکتبر ۲۰۰۱) هنرپیشه اهل کشور ایالات متحده آمریکا بود. وی در سال ۲۰۰۱ بر اثر حملهٔ قلبی درگذشت.
از فیلم‌هایی که وی در آن نقش داشته است می‌توان به سیمارون و همچنین خون ورزشی اشاره کرد.